# Винарство в България
Винарството в България има дългогодишна история, датираща още от тракийско време.

## Лозаро-винарски райони
С постановление на Министерския съвет № 162 от 13 юли 1960 г. България е разделена на 5 лозаро-винарски района.

### Дунавска равнина (Севернобългарски район)
Намира се в Северна България и обхваща централната и западната част на Дунавската равнина, южния бряг на Дунав и прилежащите му райони. За този район е характерен умерено континенталният климат с горещо лято и голямо количество слънчеви дни. Разпространени са сортовете Мускат Отонел, Гъмза, Каберне Совиньон, Мерло, Шардоне, Алиготе, Памид и др. Произвеждат се сухи бели вина, пенливи вина по класическа технология и качествени червени вина, които се характеризират с богат плодов аромат и свеж вкус. Най-големите винарски центрове се намират във Видин, Ловеч, Лом, Лясковец, Плевен, Русе, Свищов и Сухиндол. В този район (в Плевен) се намира музеят на виното.

### Черноморски (Източнобългарски район)
Черноморският район обхваща земите по Черноморието, Добруджа и Лудогорието. Есента е топла и продължителна, което е благоприятно за натрупването на достатъчно захари за получаването на фини бели полусухи вина. В този район се намират около 30 % от лозята в България и 53 % от белите сортове грозде, например Димят, Ризлинг, Юни блан, Мускат Отонел, Траминер, Совиньон блан и др. Произвеждат се едни от най-добрите български сухи и полусухи вина, съчетаващи приятен плодов аромат, плътен вкус и елегантна свежест. Най-големите винарски изби в този район са концентрирани в Бургас, Варна, Велики Преслав, Поморие, Търговище, Хан Крум, Шумен. Най-старата винарска изба в България е Винарска изба Евксиноград – създадена през 1891 г.

### Розова долина (Подбалкански район)
Този район се разпростира южно Стара планина и има 2 подрайона – Източен и Западен. Отглеждат се основно сортовете Мискет червен, Ризлинг, Ркацители, Каберне Совиньон и Мерло. Произвеждат се главно бели сухи и полусухи вина, по-малко червени и ароматизирани вина. Вината са с характерен приятен плодов аромат, свеж и хармоничен вкус. Най-големите винарни се намират в Карлово, Славянци, Сливен, Карнобат и Сунгурларе.
- Червено вино „Мавруд“ от Асеновград
- Мавруд от Брестовица

### Тракийска низина (Южнобългарски район)
Този район обхваща по-голямата част от Тракийската низина – централната част, както и части от Сакар. В него климатът е умерено континентален с добро разпределение на валежите през целия вегетационен период. Освен това той е защитен от острите северни ветрове, което благоприятства получаването на богати, плътни червени вина. Тук са концентрирани повечето от червените сортове грозде. Сред отглежданите сортове са Мавруд, Мерло, Каберне Совиньон, Мискет червен, Памид и други. По-важните винарски изби са в Асеновград, Брестовица, Любимец, Пещера, Пазарджик, Старосел, Първомай, Стара Загора, Нова Загора, Кортен, Ямбол, Чирпан и Хасково.
- Старо червено вино от Оряховица на Домейн Менада, Стара Загора
- Мерло и Каберне совиньон от Стамболово

### Долината на Струма (Югозападен район)
Това е най-топлият и специфичен лозаро-винарски район на България. Разположен е в най-южната част на страната по поречието на река Струма. Специфичните климатични особености го приближават до средиземноморските области. Хълмистите терени, сравнително бедните почви, високите годишни температури и сухия климат като цяло определят сортовете, които могат да се отглеждат – почти изключително червени сортове. Разпространени са Мерло, Каберне Совиньон и Широка мелнишка лоза, който е емблематичен за района от дълбока древност. Като цяло червените вина от този район са с южен характер – наситен цвят, интензивен сортов аромат, висока плътност, богати на танини и значителен потенциал за многогодишно отлежаване. По-големите винарски изби се намират в Благоевград, Логодаж, Дамяница, Мелник, Петрич, Сандански и Хърсово.

## История
Още преди 5000 години на територията на днешните български земи започва да се прави вино. Началото на лозарството и винарството се поставя от траките, които се считани за едни от най-добрите винари през Античността. Първите лози са пренесени от тях от Близкия и Средния Изток на територията на днешна Южна България. Първоначално вино се е произвеждало по поречието на Марица и около морските пристанища. Тези региони все още имат едни от най-силните традиции в създаването на божествената напитка. Сред най-почитаните от траките божества е богът на виното Дионис.
При идването си на Балканския полуостров, славяните и прабългарите продължават силно развитите тракийски традиции. След налагането на християнството култът към Дионис отмира, празникът се християнизира и започва почитането на свети Трифон като покровител на лозарите и винарите и свързаните с него обредни практики на празника „Трифон Зарезан“. По време на Средновековието църквата, както и в цяла Европа, взима винопроизводството под свое покровителство. Голяма част от лозята в България са собственост на Църквата. Българското вино е и важна търговска стока.
По време на османското владичество настъпват тежки времена за винопроизводството. То е забранено от ислямската религия. Въпреки това българите продължават да произвеждат и пият вино. Османското владичество обаче силно стеснява възможностите за развитие на винопроизводството, като то остава производство преди всичко за домашна употреба. След освобождението отрасълът се развива бурно, но следващият тежък удар за лозарството и винарството идва с филоксерата. Болестта по лозята унищожава голяма част и от българските лозя, редица местни сортове изчезват. Постепенно отрасълът се възстановява старите лозя се изкореняват, садят се нови устойчиви и облагородени сортове, въвеждат се нови начини за обработка на земята.
Традициите оцеляват, като от 60-те години на XX век в България започва внос на множество чужди за България сортове грозде. След национализацията се засаждат огромни масиви с винени сортове, като българското вино се изнася на огромния пазар на СИВ. През 1966 г. България е шестият най-голям износител на вино в света. От 90-те години на XX век до наши дни около 80% от виното, което се произвежда в страната, се изнася, като са усвоени и нови пазари – основно в страните от Западна Европа. България произвежда висококачествени вина, както от местните сортове грозде Мавруд, Мелник, Гъмза, Памид, Димят, така и от широко разпространените вносни сортове Мерло, Шардоне, Каберне совиньон, Траминер и др.

## Икономически данни

### Производствени данни
През 2015 г. засетите с лозя площи в България са близо 60 хил. хектара. 204 предприятия произвеждат напитката. За годината са произведени 136,6 млн. л. вино. В сектора са заети общо 3500 души.

### Внос и износ
През периода 2011 – 2015 г. България изнася малко над 70 млн. литра вино за Полша, около 65 млн. л. за Австралия, близо 30 млн. л. за Румъния и близо 20 млн. л. за Чехия. От страните извън Европейския съюз след Австралия България е експортирала най-много вино към Азербайджан и Албания – под 2 млн. л. към всяка. Същевременно в страната е внасяно вино най-вече от Италия, Франция и Испания. Сред страните извън Европейския съюз най-много вино е внесено от Чили (близо 1,6 млн. л.), Нова Зеландия (малко над 800 хил. л.) и Северна Македония (близо 800 хил. л.).
За периода януари – октомври 2016 г. износът на вино е 22,6 млн. л. за 46,2 млн. лв., от които 20 млн. л. за 36 млн. лв. за страни от Европейския съюз. За трети страни за изнесени 2,6 млн. л. вино за 10,4 млн. лв. В рамките на Европейския съюз България изнася най-много вино в Полша, следвана от Швеция и Великобритания, а извън него – за Русия (1,2 млн. л.), Китай (малко под 400 хил. л.) и Япония (малко над 200 хил. л.). Вносът за същия период е 6,2 млн. л. за 24,7 млн. лв., от които 5,2 млн. л. за 19,9 млн. лв. от Европейския съюз и почти 1 млн. л. за 4,7 млн. лв. от трети страни. Най-много вносно вино идва от Испания (2 млн. л.), Италия (малко над 1,5 млн. л.) и Франция (малко над 500 хил. л.), а от извън Европейския съюз от Молдова (350 хил. л.), Нова Зеландия (близо 250 хил. л.) и Чили (малко над 200 хил. л.).

### Потребление
Средно за 2015 г. потреблението на вино в България е било 4,6 л. на човек, а домакинствата са купували средно по 5,7 л. за средно 4,03 лв. Вино се продава в 2310 обекта за продажба на алкохол при средна цена на бяло трапезно вино от 2,28 лв. за бутилка от 750 мл. и 6,29 лв. за бутилка от 750 мл. червено марково вино.